# Élections législatives de 2020 dans le Territoire du Nord
Les Élections législatives de 2020 dans le Territoire du Nord ont lieu le 22 août 2020 afin de renouveler les 25 sièges de l'Assemblée législative de ce territoire australien.
Le scrutin voit la victoire du Parti travailliste, qui décroche la majorité absolue malgré un important recul.

## Contexte
Les élections de 2016 conduisent à une alternance, le Parti travailliste remportant une nette victoire sur le Parti rural libéral (CLP), qui essuie la pire défaite d'un gouvernement sortant dans l'histoire de l'Australie, et la première subie après un seul mandat au pouvoir. Le dirigeant du CLP, Gary Higgins, est par conséquent remplacé par Lia Finocchiaro tandis que le chef des travaillistes, Michael Gunner, prend la tête du gouvernement territorial en tant que Ministre en chef.

## Système électoral

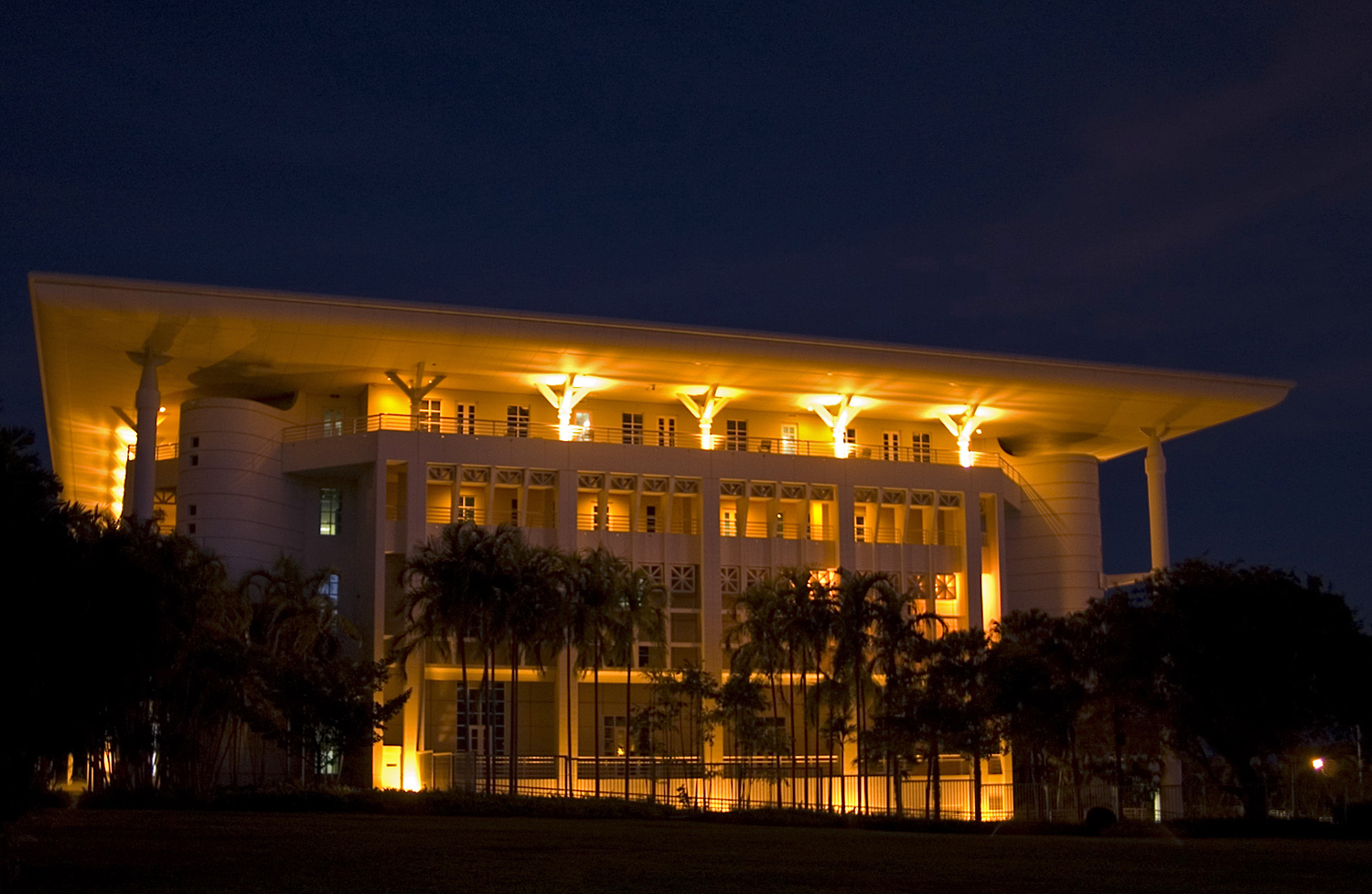
Le bâtiment de l'assemblée à Darwin.

L'Assemblée législative du Territoire du Nord est un parlement unicaméral doté de 25 sièges pourvus pour quatre ans au vote à second tour instantané dans autant de circonscription électorale. Le vote alternatif est utilisé sous sa forme intégrale : les électeurs classent l'intégralité des candidats par ordre de préférences en écrivant un chiffre à côté de chacun de leurs noms sur le bulletin de vote, 1 étant la première préférence. Au moment du dépouillement, les premières préférences sont d'abord comptées puis, si aucun candidat n'a réuni plus de la moitié des suffrages dans la circonscription, le candidat arrivé dernier est éliminé et ses secondes préférences attribuées aux candidats restants. L'opération est renouvelée jusqu'à ce qu'un candidat atteigne la majorité absolue. Les élections de 2020 marquent le retour de cette forme intégrale, qui avait été assouplie pour celles de 2016 à une forme optionnelle où les électeurs pouvaient ne choisir qu'un seul candidat sans ajouter d'autres préférences. La loi électorale est cependant modifiée en avril 2019 afin de revenir à la version précédente.

## Forces en présences
| Parti Nom en anglais | Parti Nom en anglais                            | Idéologie                                                  | Chef de file    | Résultat en 2016           |
| -------------------- | ----------------------------------------------- | ---------------------------------------------------------- | --------------- | -------------------------- |
|                      | Parti travailliste Labor Party (Labor)          | Centre gauche Social-démocratie, progressisme              | Michael Gunner  | 42,2 % des voix 18 députés |
|                      | Parti rural libéral Country Liberal Party (CLP) | Centre droit Libéral-conservatisme, libéralisme économique | Lia Finocchiaro | 31,8 % des voix 2 députés  |
|                      | Alliance territoriale Territory Alliance (A)    | Centre Régionalisme                                        | Terry Mills     | Nouveau                    |

## Sondages
| Date         | Institut | Labor  | CLP    | A      | Verts | Autres | Indécis |
| ------------ | -------- | ------ | ------ | ------ | ----- | ------ | ------- |
| Date         | Institut |        |        |        |       | Autres | Indécis |
| 29 juin 2020 | UComms   | 33,9 % | 29,4 % | 10,7 % | 5,9 % | 7,4 %  | 12,7 %  |

## Résultats
|                           |                           |                |       |      |        |               |
| Partis                    | Partis                    | Premières voix | %     | +/-  | Sièges | +/-           |
|                           | Parti travailliste        | 40 291         | 39,43 | 2,76 | 14     | 4             |
|                           | Parti rural libéral       | 32 021         | 31,34 | 0,46 | 8      | 6             |
|                           | Alliance territoriale     | 13 184         | 12,90 | Nv   | 1      | 1             |
|                           | Verts                     | 4 453          | 4,36  | 1,49 | 0      | en stagnation |
|                           | Autres partis             | 1 246          | 1,22  | –    | 0      | en stagnation |
|                           | Indépendants              | 10 977         | 10,74 | 8,09 | 2      | 3             |
|                           |                           |                |       |      |        |               |
| Votes valides             | Votes valides             | 102 172        | 96,54 |      |        |               |
| Votes blancs et invalides | Votes blancs et invalides | 3 661          | 3,46  |      |        |               |
| Total                     | Total                     | 105 833        | 100   | –    | 25     | en stagnation |
| Abstentions               | Abstentions               | 35 422         | 25,08 |      |        |               |
| Inscrits / participation  | Inscrits / participation  | 141 255        | 74,92 |      |        |               |

### Par circonscription
| Circonscription | Sortant                  | Parti                    | Parti                    | Élu                 | Parti | Parti |
| --------------- | ------------------------ | ------------------------ | ------------------------ | ------------------- | ----- | ----- |
| Arafura         | Lawrence Costa           |                          | ALP                      | Lawrence Costa      |       | ALP   |
| Araluen         | Robyn Lambley            |                          | A                        | Robyn Lambley       |       | A     |
| Arnhem          | Selena Uibo              |                          | ALP                      | Selena Uibo         |       | ALP   |
| Barkly          | Gerry McCarthy           |                          | ALP                      | Steve Edgington     |       | CLP   |
| Blain           | Terry Mills              |                          | A                        | Mark Turner         |       | ALP   |
| Braitling       | Dale Wakefield           |                          | ALP                      | Joshua Burgoyne     |       | CLP   |
| Brennan         | Tony Sievers             |                          | ALP                      | Marie-Clare Boothby |       | CLP   |
| Casuarina       | Lauren Moss              |                          | ALP                      | Lauren Moss         |       | ALP   |
| Daly            | Gary Higgins             |                          | CLP                      | Ian Sloan           |       | CLP   |
| Drysdale        | Eva Lawler               |                          | ALP                      | Eva Lawler          |       | ALP   |
| Fannie Bay      | Michael Gunner           |                          | ALP                      | Michael Gunner      |       | ALP   |
| Fong Lim        | Jeff Collins             |                          | A                        | Mark Monaghan       |       | ALP   |
| Goyder          | Kezia Purick             |                          | IND                      | Kezia Purick        |       | IND   |
| Gwoja           | Nouvelle circonscription | Nouvelle circonscription | Nouvelle circonscription | Chansey Paech       |       | ALP   |
| Johnston        | Ken Vowles               |                          | ALP                      | Joel Bowden         |       | ALP   |
| Karama          | Ngaree Ah Kit            |                          | ALP                      | Ngaree Ah Kit       |       | ALP   |
| Katherine       | Sandra Nelson            |                          | ALP                      | Jo Hersey           |       | CLP   |
| Mulka           | Nouvelle circonscription | Nouvelle circonscription | Nouvelle circonscription | Yingiya Mark Guyula |       | IND   |
| Namatjira       | Chansey Paech            |                          | ALP                      | Bill Yan            |       | CLP   |
| Nelson          | Gerry Wood               |                          | IND                      | Gerard Maley        |       | CLP   |
| Nightcliff      | Natasha Fyles            |                          | ALP                      | Natasha Fyles       |       | ALP   |
| Port Darwin     | Paul Kirby               |                          | ALP                      | Paul Kirby          |       | ALP   |
| Sanderson       | Kate Worden              |                          | ALP                      | Kate Worden         |       | ALP   |
| Spillett        | Lia Finocchiaro          |                          | CLP                      | Lia Finocchiaro     |       | CLP   |
| Wanguri         | Nicole Manison           |                          | ALP                      | Nicole Manison      |       | ALP   |

## Analyse et conséquences
Malgré un important recul, les travaillistes se maintiennent en première place, et obtiennent 14 sièges sur 25, contre 8 au Parti rural libéral mené par Lia Finocchiaro, et 1 siège à l'Alliance territoriale de Terry Mills. Le nouveau gouvernement Gunner prête serment le 8 septembre.